# نيكول جافي
نيكول جافي هي وكيلة مواهب وممثلة كندية، ولدت في 12 سبتمبر 1941 في مونتريال في كندا.

## وصلات خارجية
- نيكول جافي على موقع IMDb (الإنجليزية)
- نيكول جافي على موقع ميوزك برينز (الإنجليزية)
- نيكول جافي على موقع قاعدة بيانات الفيلم (الإنجليزية)